# Meliosma
Meliosma (sin. Millingtonia Roxb., Wellingtonia Meisn.)  es un género con unas 100 especies de plantas de flores perteneciente a la familia Sabiaceae, nativo de las regiones tropicales y templadas del sur y este de Asia y de América. Algunos botánicos como por ejemplo (van Beusekom 1971) aceptan solamente de 20 a 25 especies. 
Son árboles y arbustos que alcanzan 10-45 metros de altura.  

## Especies seleccionadas
| Asia - Meliosma angustifolia - Meliosma arnottiana - Meliosma beaniana - Meliosma bifida - Meliosma callicarpaefolia - Meliosma cuneifolia - Meliosma dilleniifolia - Meliosma dumicola - Meliosma flexuosa - Meliosma fordii - Meliosma glandulosa - Meliosma henryi - Meliosma kirkii - Meliosma laui - Meliosma longipes - Meliosma myriantha - Meliosma oldhamii - Meliosma parviflora - Meliosma paupera - Meliosma pinnata - Meliosma rhoifolia - Meliosma rigida - Meliosma simplicifolia - Meliosma squamulata - Meliosma sumatrana - Meliosma thomsonii - Meliosma thorelii - Meliosma veitchiorum - Meliosma velutina - Meliosma yunnanensis | América - Meliosma alba - Meliosma bogotana - Meliosma brasiliensis - Meliosma frondosa - Meliosma glaziovii - Meliosma itatiaiae - Meliosma meridensis - Meliosma sellowii - Meliosma sinuata - Meliosma sirensis - Meliosma youngii |